# Iveco 330
Iveco 330 — сімейство важких вантажівок повною масою від 33 до 72 тонн, що виготовлялося італійською компанією Iveco з 1979 по 1993 рік.

## Опис
Сімейство 330 прийшло на заміну будівельних машин Fiat 300. Вантажівки отримали нову кабіну, яка потім почала встановлюватись на Iveco T-серії. З 1979 по 1983 рік автомобілі продавались під маркою Iveco-Fiat 330, а з 1983 року як Iveco 330.
Шасі вантажівки здатне витримувати екстремальні навантаження 56 тонн.
Це була перша європейська будівельна вантажівка, що мала двигун V8 Fiat 8280 об'ємом 17,174 см3 потужністю 260 к.с., 352 к.с., 420 к.с. і 480 к.с. Крім того з 1983 року на автомобілі встановлювали турбодвигун І6 Fiat 8210 13,7983 потужністю 260, 304 та 360 к.с. або Deutz	потужністю 256, 306 або 360 к.с.
Автомобіль пропонувався з колісною формулою 6х4, 6х6 і 8х4.